# Morlanda socken
Morlanda socken i Bohuslän ingick i Orusts västra härad, ingår sedan 1971 i Orusts kommun och motsvarar från 2016 Morlanda distrikt.
Socknens areal var den 1 januari 1952 74,07 kvadratkilometer, varav 72,77 kvadratkilometer land. År 2000 fanns här 2 529 invånare. Egendomen Morlanda, tätorterna Ellös, Hälleviksstrand och Mollösund, orterna Edshultshall och Stocken samt sockenkyrkan Morlanda kyrka ligger i socknen.

## Namnet
Namnet skrevs 1388 Molanda och kommer från gården Morlanda. Namnet innehåller mo, 'sandig mark' och land.

## Administrativ historik
Morlanda socken har medeltida ursprung. Ur församlingen utbröts: 1587 Mollösunds församling, på 1600-talet Fiskebäckskils församling, 1795 Käringöns församling, 1798 Grundsunds församling och Gullholmens församling.
Den 1 januari 1947 (enligt beslut den 27 september 1945) överfördes från Morlanda socken till Tegneby socken hemmanet Rålandsberg med 10 invånare och omfattande 0,87 km², varav 0,86 km² land.
Vid kommunreformen 1862 övergick socknens ansvar för de kyrkliga frågorna till Morlanda församling och för de borgerliga frågorna bildades Morlanda landskommun, Fiskebäckskils landskommun och Grundsunds landskommun. 1 maj 1888 utbröts Skaftö församling och 1892 Skaftö landskommun. Morlanda landskommunen utökades 1952 med kommunerna Gullholmen, Käringön och Mollösund, samtidigt med att Fiskebäckskils och Grundsunds landskommuner uppgick i Skaftö landskommun. Morlanda landskommun uppgick 1971 i Orusts kommun. Församlingen införlivade 2006 Mollösunds, Gullholmens och Käringöns församlingar.
1 januari 2016 inrättades distriktet Morlanda, med samma omfattning som församlingen hade 1999/2000.  
Socknen har tillhört län, fögderier, tingslag och domsagor enligt vad som beskrivs i artikeln Orusts västra härad. De indelta båtsmännen tillhörde 1:a Bohusläns båtsmanskompani..

## Fornlämningar
Över 100 boplatser och fem dösar från stenåldern har påträffats. Från bronsåldern finns gravrösen. Från järnåldern finns ett par gravfält och fyra fornborgar.

## Befolkningsutveckling
Befolkningen ökade från 2 630; 1810 till 4 703; 1880 varefter den minskade till 1 973 1970 då den var som lägst under 1900-talet. Därefter ökade folkmängden på nytt till 2 541 1990.

## Geografi och natur

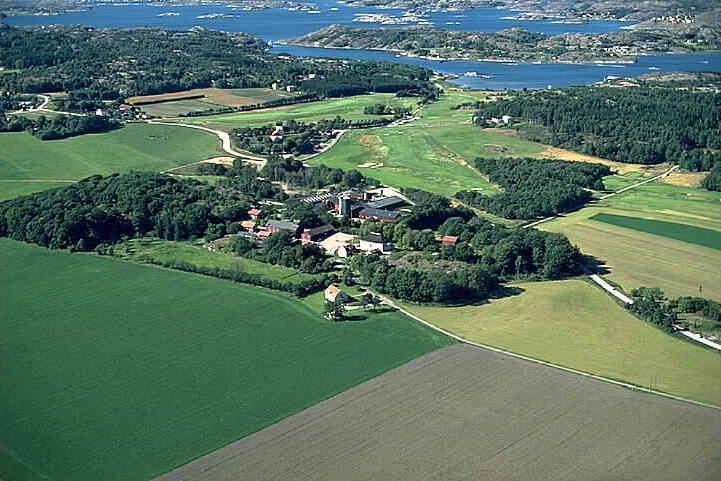
Flygbild med Morlanda säteri och kyrka i centrum.

Morlanda socken ligger på nordvästra Orust med Skagerack i väster och omfattar även en skärgård med öar som Flatön med Ängön, Malö och Lavön. Socknens fastlandsdel består i väster av uppodlad slättbygd, Morlandadalen och i öster av bergplatån Store hamn. 
Företagen i bygden är i allmänhet små, de största ligger i Ellös som har viss industri. Turismen är betydande.
I socknen finns tre naturreservat: Koljön, Morlanda och Morlanda Berga Klev. Gullmarn är ett naturvårdsområde som ingår i EU-nätverket Natura 2000 och delas med Bokenäs och Skredsviks socknar i Uddevalla kommun, Skaftö, Lyse, Brastads, Lysekils och Bro socknar i Lysekils kommun och Foss socken i Munkedals kommun.
En sätesgård var Morlanda säteri.
I Sörbo i fanns förr ett gästgiveri.

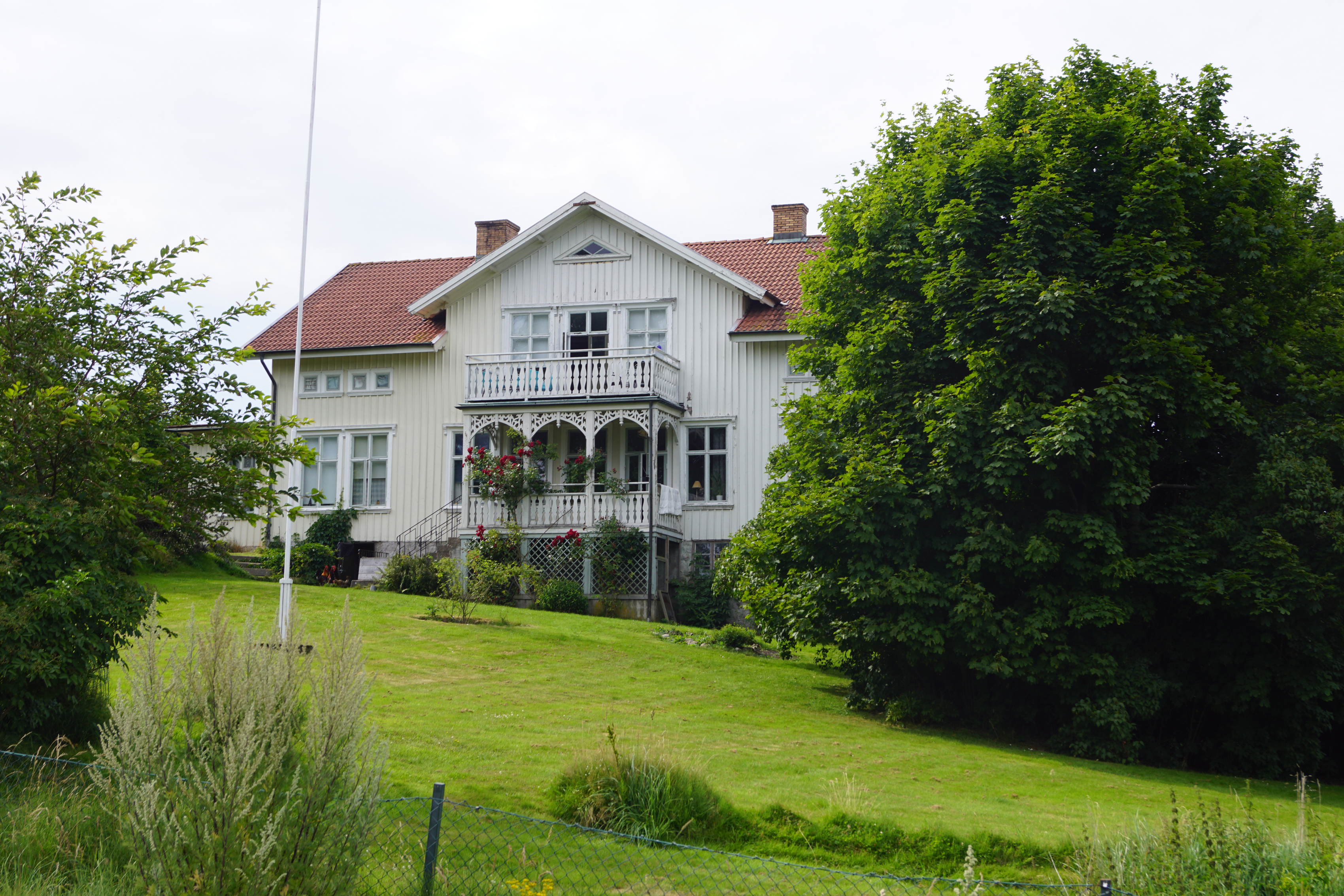
Dale prästgård.
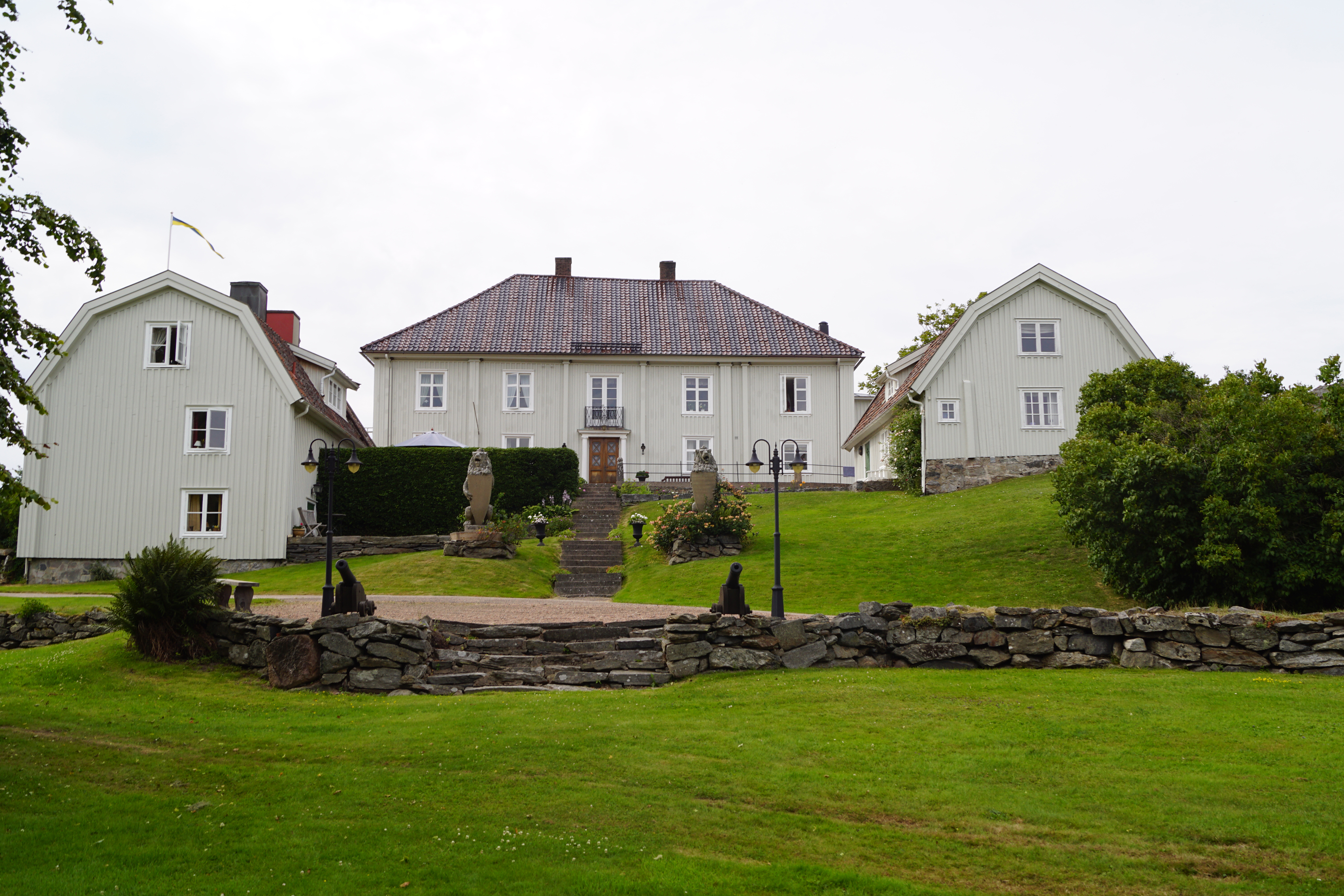
Morlanda säteri.
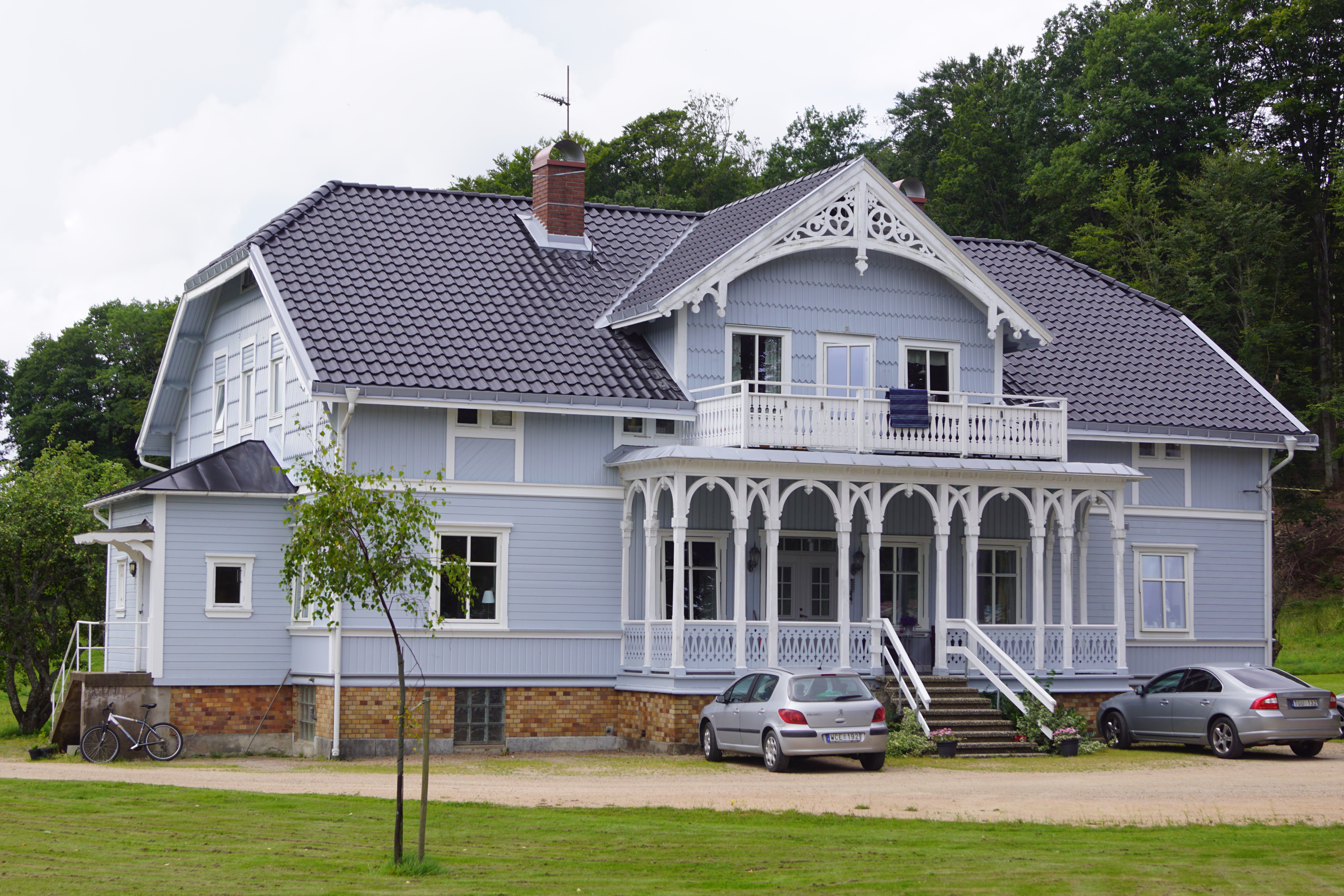
Sörbo gästgiveri, numer privatbostad.
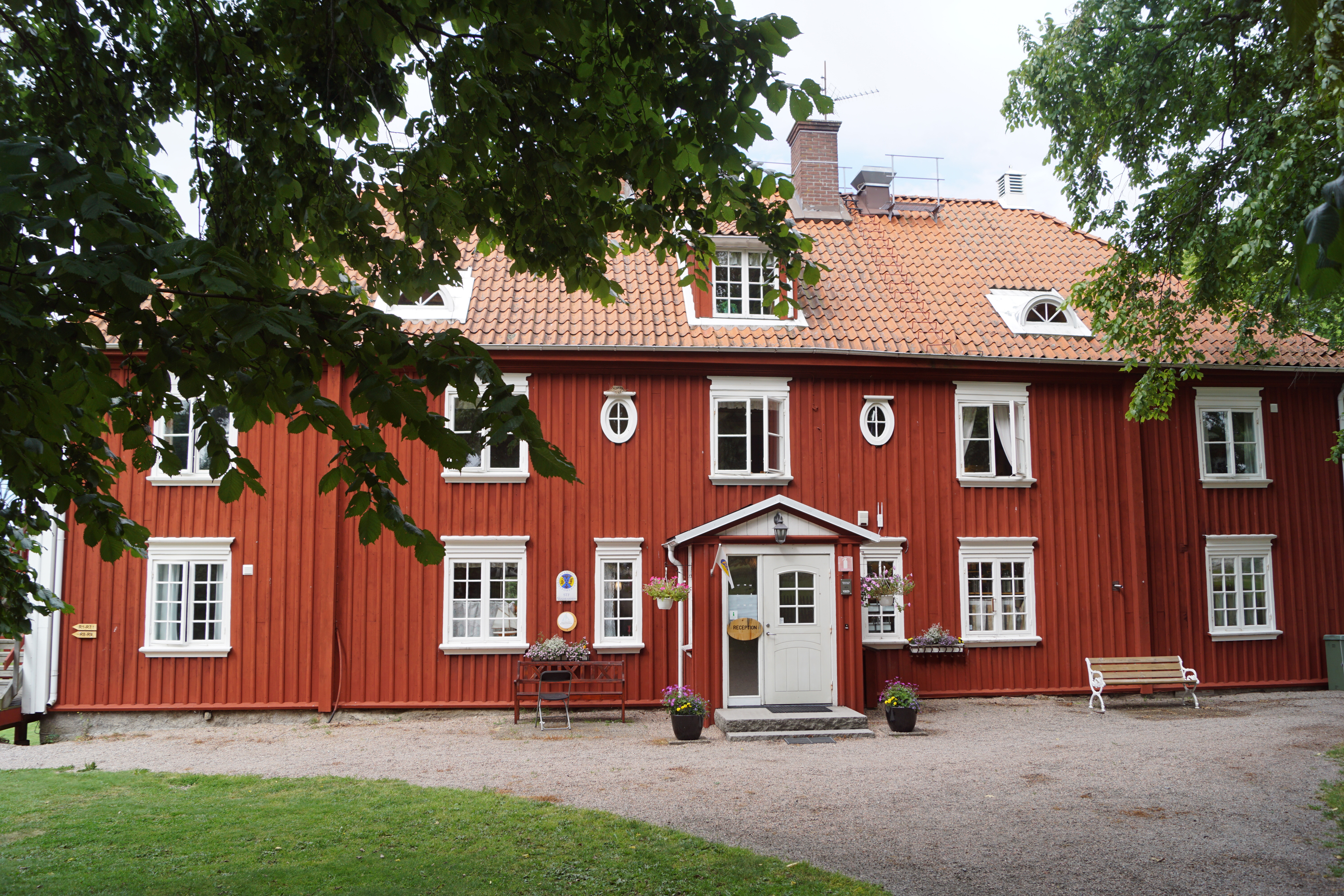
Tofta fattiggård ägs sedan 1854 av Falkiska donationen, numer vandrarhem.